# Nakseongdae-dong
Nakseongdae-dong (koreanska: 낙성대동) är en stadsdel i Sydkoreas huvudstad Seoul. Den ligger i stadsdistriktet Gwanak-gu i den sydvästra delen av staden.